# NGC 5275
NGC 5275 ist eine 14,2 mag helle elliptische Galaxie vom Hubble-Typ E/S0 im Sternbild Jagdhunde und etwa 562 Millionen Lichtjahre von der Milchstraße entfernt. Sie steht in Wechselwirkung mit den Objekten VV 543 E sowie VV 543 W und wurde am 25. Mai 1881 von Édouard Stephan mit dem „0.8m silvered glass Reflector“ des Observatoriums von Marseille entdeckt, der sie dabei mit „faint, small, round, gradually much brighter in the middle“ beschrieb.